# Kreón
Kreón (řecky Κρέων, latinsky Creon) je postava, která se v řecké mytologii vyskytuje hned třikrát:

## Kreón z mýtů o Iásonovi
Byl synem Lykaithovým, stal se korinthským králem. Poskytl útočiště Iásonovi, který se zlatým rounem prchal z Kolchidy i se svou manželkou Médeiou. Po zradě Médei, krádeži rouna a vraždě Médeina bratra Apsyrta se jejich loď po dlouhé plavbě dostala až do rodného Iólku, kde vládl král Peliás. Ten odmítl předat vládu Iásonovi a Médeia ho pomocí kouzel a nevědomé pomoci jeho dcer připravila o život.
Nějaký čas žili všichni v poklidu, Médeia porodila dva syny. Iásón však stále bažil po moci a tak se chtěl oženit s Kreontovou dcerou Glaukou a tak získat nástupnická práva. Králův souhlas měl, ale tento plán nepřijala Médeia. Poslala Glauce nádherný plášť napuštěný smrtelným jedem. Zahubila tak Glauku, ale také jejího otce Kreonta, který se otrávil stejným jedem, když objímal umírající dceru.
Kreón, korinthský král, je znám především z mýtů o Argonautech. V některých verzích se však nevyskytuje, v jiných je jeho dcera nazývána Kreúsa nebo Kreútis.
Kreontova postava je zobrazována v Eurípidově tragédii Médeia (z roku 431 př. n. l.)

## Kreón z mýtů o Oidipovi
Kreón, syn Menoikeův z rodu prapředka rodu Kadma, se stal králem v Thébách poté, co Láios po smrti svého otce byl ještě příliš mladý na vládu. Když Láios dospěl, usedl na trůn a oženil se s Kreontovou sestrou Iokasté. Po létech se vrátil do Théb Oidipus, král Láios byl zabit a Oidipus se stal králem a dokonce se oženil s jeho vdovou Iokastou. Když pak bylo odhaleno, že Oidipus nevědomky zabil svého vlastního otce a oženil se s vlastní matkou, Oidipus byl vyhnán a Kreón podruhé usedl na trůn. Nejprve vládl s Oidipovými syny Eteoklem a Polyneikem, po jejich smrti ve válce Sedmi proti Thébám vládl sám až do nástupu Thersandra, syna Polyneikova, který s Epigony dobyl Théby a pobořil je.

## Kreón z mýtů o Héraklovi
Tento Kreón byl králem v Thébách v době, kdy je hroznými daněmi sužoval král Ergínos. Do rodných Théb se vracel hrdina Héraklés, Ergínovy výběrčí daní vyhnal, usekal jim nosy a uši a daně zrušil. Zato dostal od krále Kreonta jeho dceru Megaru za ženu. Spolu s ní měl tři syny, ty však později v záchvatu šílenství zabil.